# Associação Nacional de Travestis e Transexuais
A Associação Nacional de Travestis e Transexuais (Antra) é uma instituição brasileira voltada a suprir as necessidades da população de travestis e transexuais, assim como combater a transfobia. Anteriormente era denominada Rede Nacional de Travestis (Renata), antes chamada de ASTRAL (Associação de Travestis e Liberados).
A diretoria da instituição é renovada quadrianualmente. A estrutura organizacional hierárquica é composta por presidente e vice-presidente e, logo abaixo, primeira-secretária, segunda-secretária, tesoureira, segunda-tesoureira, secretária de mulheres trans, secretária de homens transexuais, secretária de direitos humanos, secretária de articulação política, secretária de comunicação, conselheiros fiscais.

## História
A Antra foi pensada e articulada em 1992 por Jovanna Baby, posteriormente fundada na cidade de Porto Alegre, no Rio Grande do Sul, por Keila Simpson. Em dezembro de 2000, foi registrada em cartório, na cidade de Curitiba, Paraná. A denominação "Antra" entrou em vigor em 2002, com a ampliação de suas atribuições e maior abrangência nacional.
Em 2008, decidiu-se agilizar a administração, extinguindo-se as representações regionais da Antra, sendo então criadas Secretaria de Comunicação, Articulação Política, Direitos Humanos, Homens e Mulheres Transexuais.
Em 2013, a Antra contava com cento e cinco afiliadas que cobriam todo o território brasileiro.
Em 2018 a ANTRA lançou a primeira edição do Dossiê dos Assassinatos e Violência de Pessoas Trans no Brasil.